# Hynniewtrep
Hynniewtrep, grupo étnico de Meghalaya en la India, formado por los pueblos Khasi, Jaintia (o Pnars), Bhoi y War.

## Representación política
El Hynniewtrep National Liberation Council (HNLC) se formó en 1992 como escisión del Hynniewtrep Achik Liberation Council (HALC), la primera organización nacionalista de Meghalaya. El HNLC fue prohibido el 16 de noviembre de 2000 y actúa en la clandestinidad, con acciones armadas. Reclaman la creación de un estado Hynniewtrep, separado de los Garo o Achik. El presidente es Julius K Dorphang y Cheristerfield Thangkhiew es el secretario general. El comandante militar es Bobby Marwein. Opera en los Montes Khasi. Está aliado a National Socialist Council of Nagalim – Issak Muivah (NSCN-IM). Su brazo político es el Hynniewtrep State Democratic Front (HSDF)
- Datos: Q11172836